# Серго-Поливановська сільська рада
Се́рго-Полива́новська сільська рада (рос. Серго-Поливановский сельский совет) — сільське поселення у складі Вадінського району Пензенської області Росії.
Адміністративний центр — село Серго-Поливаново.

## Історія
2015 року були ліквідовані селища Лісний та Новий Путь.

## Населення
Населення — 350 осіб (2019; 521 в 2010, 698 у 2002).

## Склад
До складу сільської ради входять:
| Населений пункт        | Населення, осіб (2002) | Населення, осіб (2010) |
| ---------------------- | ---------------------- | ---------------------- |
| Лісний, селище         | 8                      | 0                      |
| Лугове, село           | 133                    | 89                     |
| Новий Путь, селище     | 8                      | 0                      |
| Свищево, присілок      | 40                     | 33                     |
| Серго-Поливаново, село | 509                    | 399                    |